# 阿爾瓦拉多 (托利馬省)
阿爾瓦拉多是哥倫比亞的城鎮，位於該國中西部，由托利馬省負責管轄，距離首府伊瓦格27公里，始建於1540年，面積347平方公里，海拔高度427米，2005年人口8,873。
4°34′N 74°57′W / 4.567°N 74.950°W